# Sergije Demić
Sergije Demić (Sarajevo, 16. travnja 1909. – Beograd, 21. studenog 1973.) bio je hrvatski nogometaš i nogometni reprezentativac.

### Reprezentativna karijera
Za nogometnu reprezentaciju Kraljevine Jugoslavije odigrao je četiri utakmice.